# 馬羅爾德施奈德山

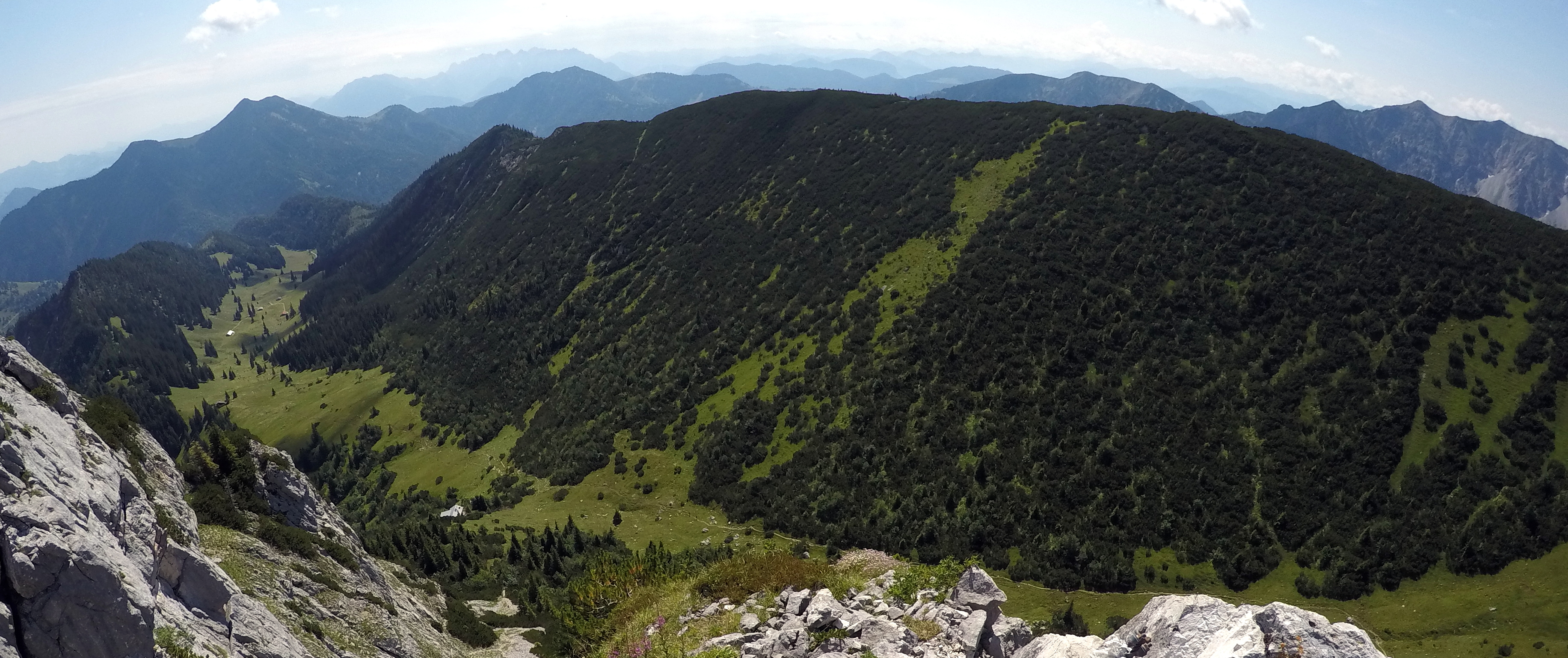

47°38′37″N 11°58′00″E / 47.64374°N 11.96657°E
馬羅爾德施奈德山（德語：Maroldschneid），是德國的山峰，位於該國東南部，由巴伐利亞負責管轄，屬於芒法爾山脈的一部分，距離奧爾峰0.4公里，海拔高度1,688米，每年平均降雨量1,847毫米。